# 第二次科特迪瓦内战
第二次科特迪瓦内战是2010年11月28日至2011年4月期間科特迪瓦境內爆发的衝突，冲突一方是洛朗·巴博的支持者，另一方是阿拉萨内·瓦塔拉的支持者。在联合国的帮助下，阿拉萨内·瓦塔拉的部队控制了该国大部分地区，而洛朗·巴博的部隊則牢牢控制阿比让。2011年4月11日，法国军队逮捕了洛朗·巴博，衝突結束。 